# Entoloma dispermum
Entoloma dispermum är en svampart som tillhör divisionen basidiesvampar, och som först beskrevs av Robert Kühner, och fick sitt nu gällande namn av Marcel Bon och Régis Courtecuisse. Entoloma dispermum ingår i släktet Entoloma, och familjen Entolomataceae. Arten är reproducerande i Sverige.